# Huis Bartolotti
Het Huis Bartolotti (ook Het Bonte Huis) is een grachtenhuis aan de Herengracht 170-172 te Amsterdam. Het is circa 1617 gebouwd voor Willem van den Heuvel tot Beichlingen, een van de rijkste Amsterdammers in die tijd, die veel geld had geërfd van een kinderloze aangetrouwde oom, Giovanni Battista Bartolotti, koopman uit Bologna. In het testament van deze oom stond als voorwaarde vermeld dat hij zich "Bartolotti" moest noemen. De naam is soms ook "Van den Heuvel tot Beichlingen gezegd Bartolotti". Zijn moeder Maria Pels (?-1592) trouwde in 1589 in Stade met Willem Bartolotti (Antwerpen 1560 - Amsterdam 1634). Haar zoon Jan Baptist Bartolotti van den Heuvel (1590-1624) trouwde in 1612 met Leonora Hellemans Arnoudsdochter (1594-1661). In 1639 werd Jacoba Victoria, dochter van Guillelmo (1602-1658), in het huis geboren.

## Beschrijving
Op zijn huis staat hoe hij aan die rijkdom zou zijn gekomen: er zijn twee cartouches aangebracht met links het geschilderd opschrift "Ingenio et Assiduo Labore" (door vernuft en noeste vlijt) en rechts "Religione et Probitate" (door godsdienst en rechtschapenheid).

Het huis is een van de drie nog bestaande voorbeelden van een vroeg-17e-eeuws huis  in Amsterdam met zijhuis: een voorloper van het dubbele huis. De andere twee zijn De Dolphijn en het Huis met de Hoofden.
De nok van het dak loopt evenwijdig aan de gracht (dwarshuis). Achter dit dwarshuis bevindt zich nog een dwarshuis (het zijhuis). Het huis met zijhuis is hier dus een huis met twee beuken evenwijdig aan de gracht. In de plattegrond is dit niet terug te vinden, omdat daar een splitsing tussen links en rechts is te vinden. Op het dak staan twee grote hoekschoorstenen. Aan een insnijdend dak is een trapgevel gemaakt in barokke Amsterdamse renaissance in de trant van Hendrick de Keyser aan wie het ontwerp wordt toegeschreven. De uitvoering wordt toegeschreven aan zijn zoon Pieter de Keyser.
De rijk versierde gevel heeft pilasters, banden, blokjes, maskers, vazen, klauwstukken, zuiltjes en een gebroken segmentvormig fronton. De trapgevel heeft aan weerszijden een balustrade en tezamen met de daar aanwezige pilasters wordt de suggestie van een tweede verdieping gewekt: het huis lijkt daardoor hoger dan het is.
Het huis ligt tegenover de Driekoningenstraat in de zogeheten "kleine bocht" van de Herengracht. Deze bocht, niet te verwarren met de Gouden Bocht, is ontstaan doordat de vroegere stadsgracht om een bolwerk werd gelegd. Het Huis Bartolotti heeft twee knikken om deze bocht te volgen; de buitenste traveeën zijn scheef geplaatst. Het huis is zes ramen breed, terwijl de geknikte traveeën aan beide zijden elk één travee breed zijn. Achter het middengedeelte van vier traveeën bevond zich het voorhuis met de ingang in de tweede van deze vier traveeën (dus de derde travee als we zijvleugels meetellen). Links van het voorhuis was het woonhuis, rechts het ontvangst- en feestgedeelte.

## Restauratie
De Vereniging Hendrick de Keyser verwierf Herengracht 170 in 1924. Herengracht 172 werd in 1971 verworven onder het directoraat van Walther Raue en waarin de vereniging nadien haar zetel vestigde. In de periode 1968-1971 vond een spectaculaire restauratie plaats. Het bovenste deel van de topgevel, op lelijke wijze versoberd in het begin van de 19e eeuw, is gereconstrueerd. In de topgevel werd het jaartal 1971 aangebracht. Tijdens de restauratie werd eerst een bordplaten model van de topgevel geplaatst. Ook de zeer fraaie hoekschoorstenen zijn toen teruggebracht. Van 1995 tot 1997 heeft een tweede restauratie plaatsgevonden waarbij met name het interieur in de oorspronkelijke staat hersteld is.

## Interieur
Het huis heeft een bijzonder fraai interieur. Het werd bewoond door onder anderen Cornelis Munter, Nicolaes Corver en Dirck Trip, in 1742 de rijkste man van Amsterdam. Huis Bartolotti maakte gedeeltelijk deel uit van het Theater Instituut Nederland (destijds gevestigd op de nummers 168 en 174). In het 18e-eeuwse achterhuis van nr. 170 woonde van 1974 tot 2012 de klavecinist, organist, dirigent en muziek- en cultuurhistoricus  Gustav Leonhardt die het huis heeft beschreven in een boek.

## Afbeeldingen

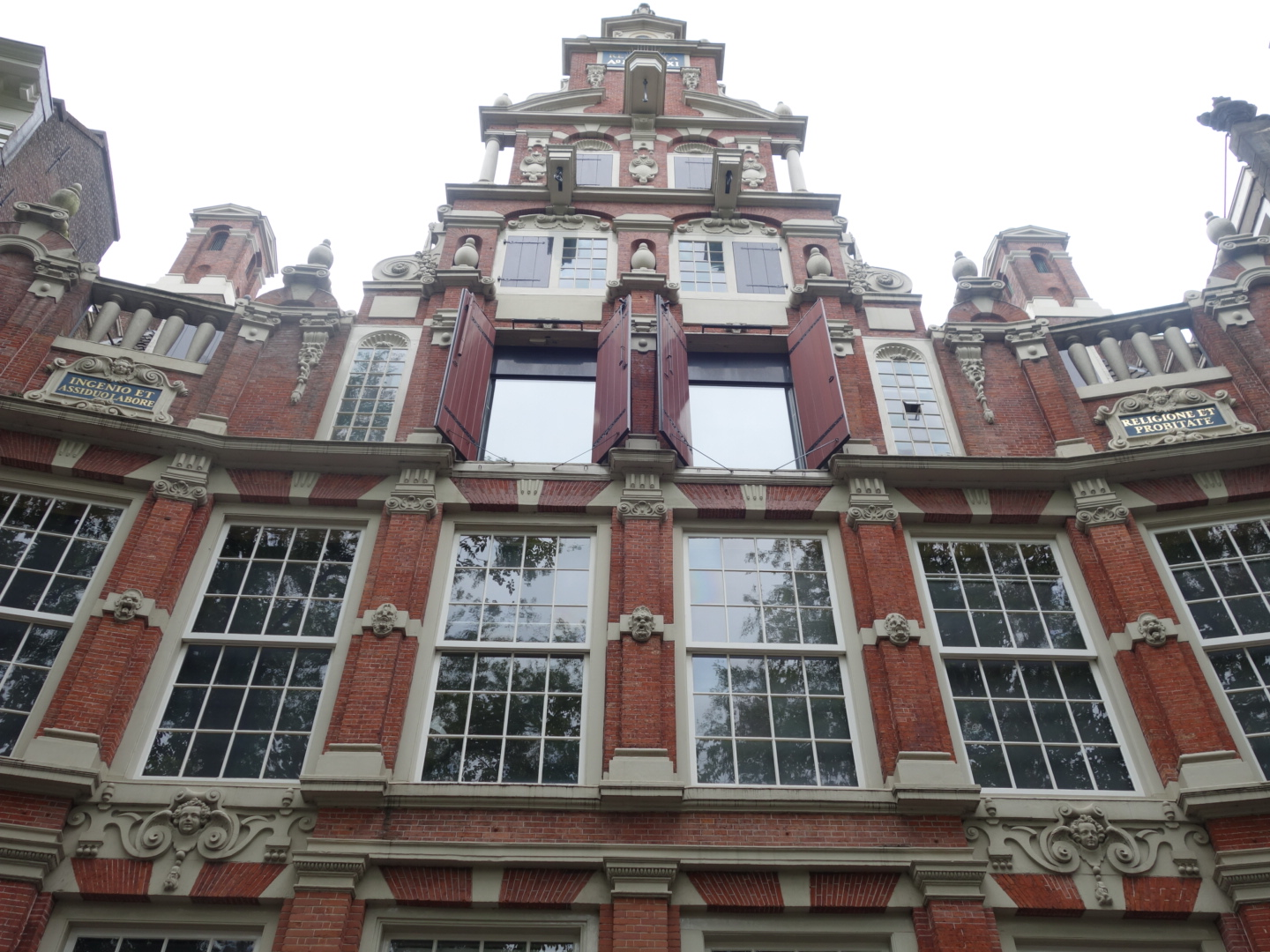
Close-up van de voorgevel
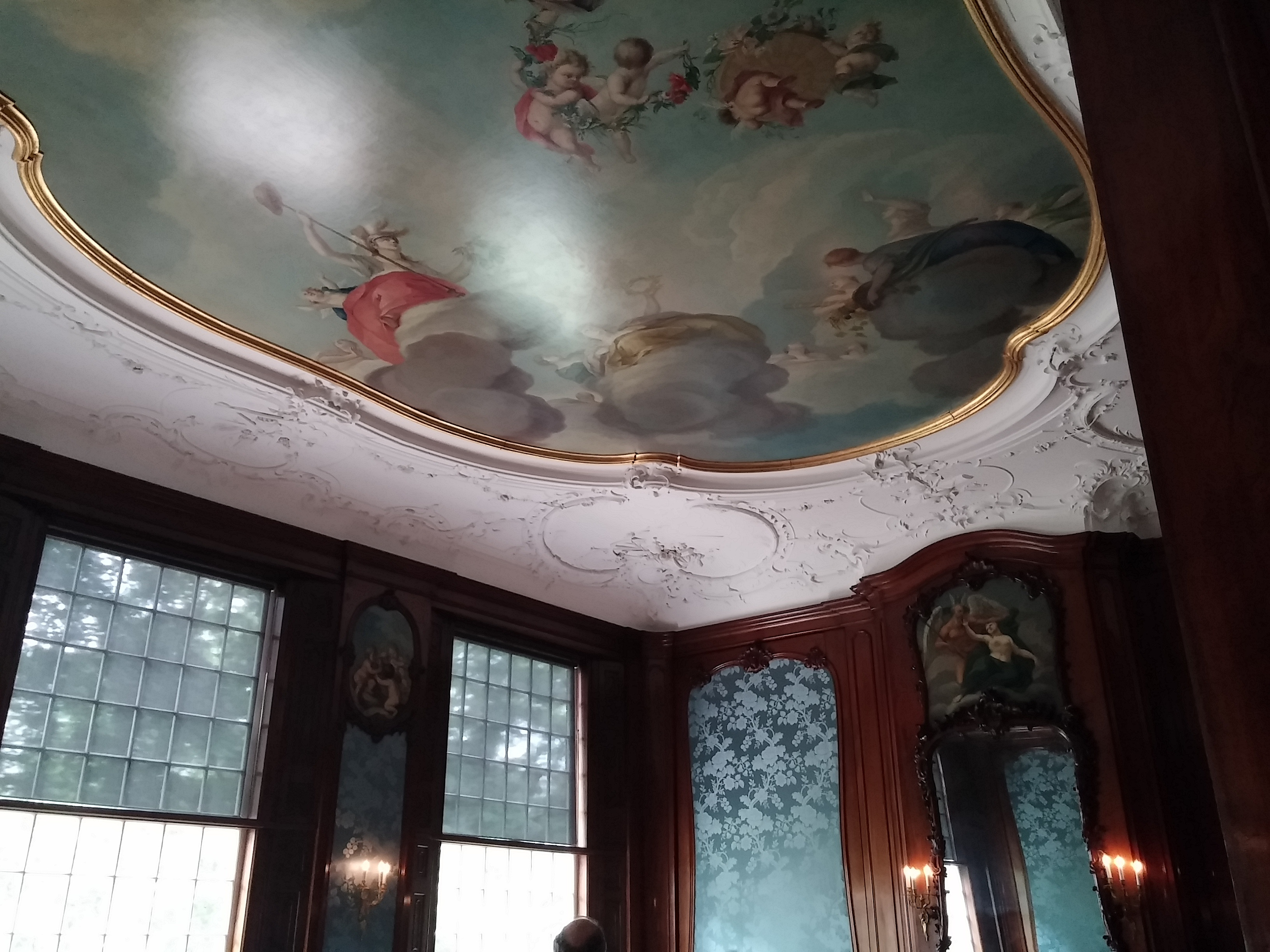
Plafondschildering in de achterzaal
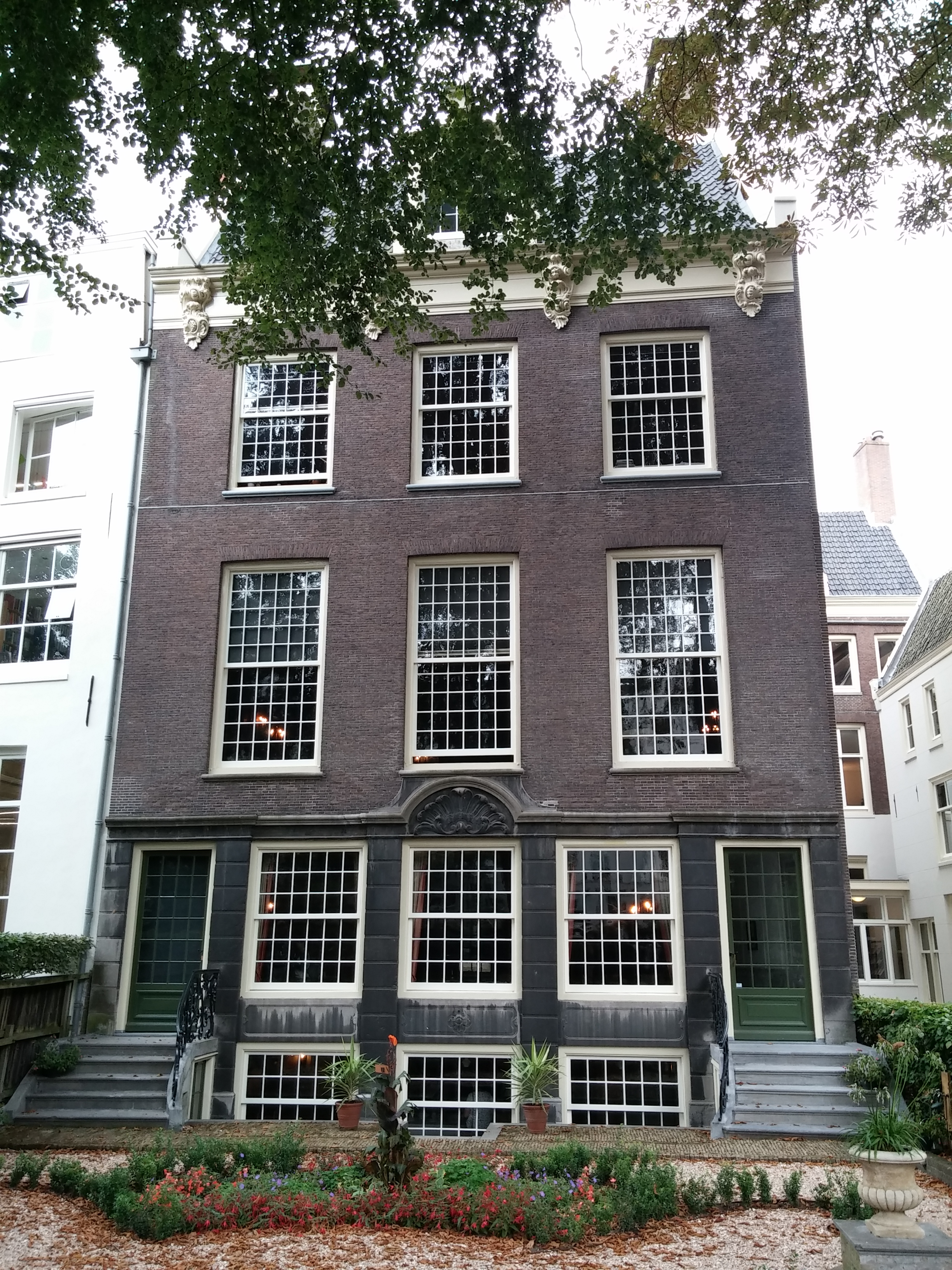
De achtergevel